# Ted Sagar
Ted Sagar, né le 7 février 1910 à Moorends (Angleterre), est un footballeur anglais et nord-irlandais, qui évoluait au poste de gardien de but à Everton et en équipe d'Angleterre.
Sagar n'a marqué aucun but lors de ses quatre sélections avec l'équipe d'Angleterre entre 1935 et 1936.

## Carrière de joueur
- 1929-1953 : Everton

## Palmarès

### En équipe nationale
- 4 sélection et 0 but avec l'équipe d'Angleterre entre 1935 et 1936. 1 sélection avec l'équipe d'Irlande du Nord pendant la guerre.

### Avec Everton
- Vainqueur du Championnat d'Angleterre de football en 1932.
- Vainqueur du Coupe d'Angleterre de football en 1933.